# Wolosso
Wolosso ist ein Modetanz, der 2006 in der Elfenbeinküste entstanden ist und sich seitdem in ganz Westafrika ausbreitet. Charakteristisch für diesen Tanz sind isoliert kreisende Hüftbewegungen, bei – zumindest bei den weiblichen Tänzern – zeitweise erfolgendem Absenken des Oberkörpers, sodass das Gesäß stark betont wird. Als Rhythmus wird ein Offbeat-betonter 4/4-Takt bevorzugt, der gelegentlich – wie in der afrikanischen Volksmusik üblich – durch andere Rhythmen überlagert wird. Das Tempo ist mäßig bis schnell, zwischen 40 und 70 bpm. Historisch ist der Tanz als eine Synthese von afrikanischen Volkstänzen und Modetänzen der westlichen Popkultur erkennbar.
In überwiegend muslimisch geprägten Ländern erregt der Wolosso wegen seiner als lasziv empfundenen Hüftschwünge häufig Anstoß. Obwohl die einzelnen Bewegungen in traditionellen Volkstänzen vielfach verbürgt sind, werden sie in einem aus diesem Zusammenhang herausgelösten Gesellschaftstanz mit der „dekadenten“ westlichen Kultur identifiziert. Auch wird verschiedenen Wolosso-Musikern vorgeworfen, in ihren Texten pornographische Inhalte zu verbreiten. Mittlerweile hat sich die Bedeutung von „Wolosso“ erweitert, als Synonym für einen freizügigen Kleidungs- und Lebensstil, insbesondere von Frauen.